# 愛ふたたび
『愛ふたたび』（あいふたたび）は、1974年7月21日に発売された野口五郎の13枚目のシングルである。

## 概要
タイトルは同名映画に由来している。作曲はシングルでは初めて野口五郎の実兄である佐藤寛が手掛け、編曲は映画音楽を手がけた馬飼野俊一が担当した。

## 収録曲
- 全曲作詞：山上路夫／編曲：馬飼野俊一

1. 愛ふたたび
作曲：佐藤寛
2. 愛のきらめき
作曲：馬飼野俊一